# 德國卓越大學計劃

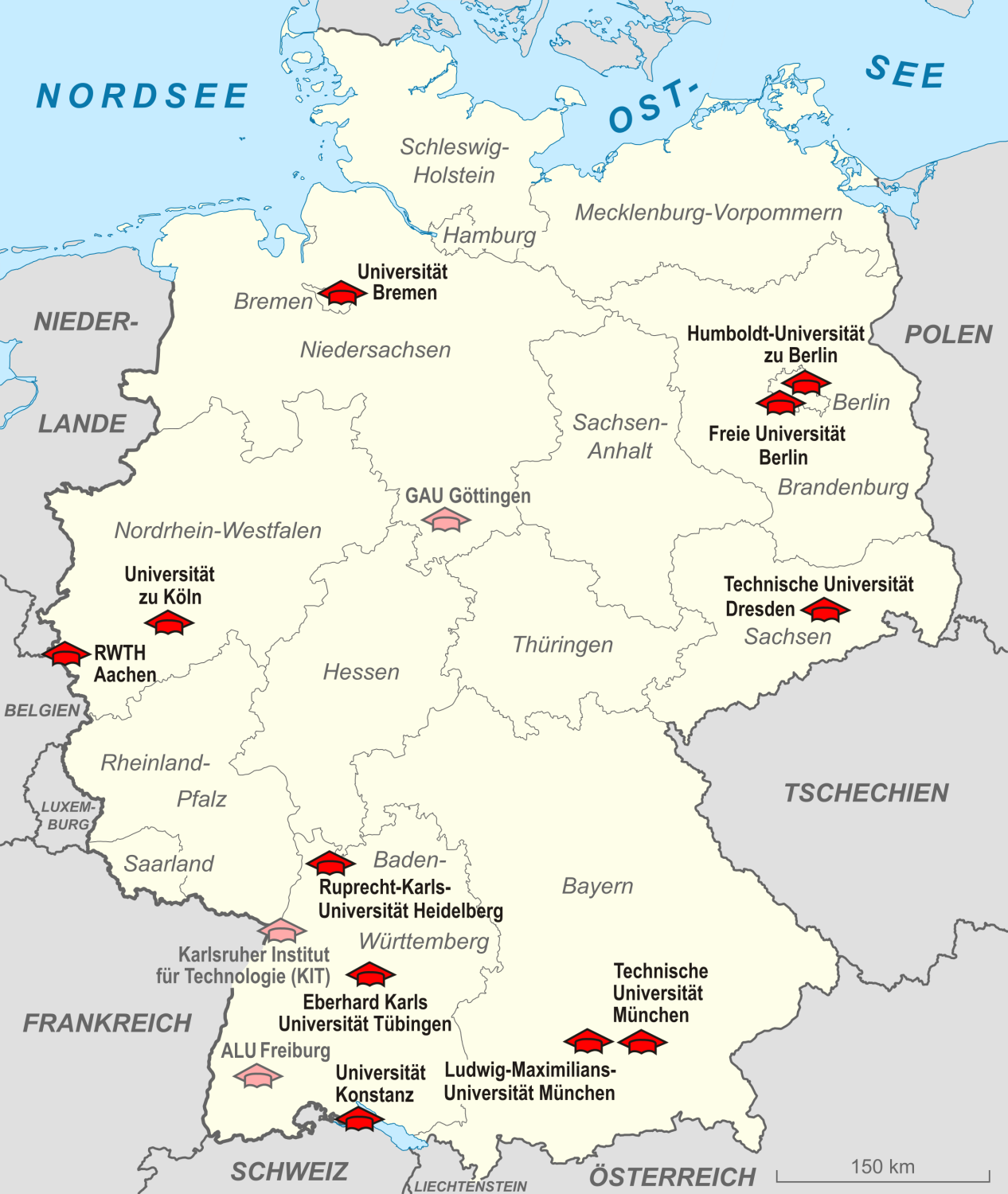
第二轮德国"卓越大学"

德国卓越大学计划（德語：Exzellenzinitiative）是德國聯邦教育及研究部和德国科学基金会发起的，旨在提高促进德国大学科技研究和学术创新的计划。计划包括资助特定的杰出大学，资助在特定大学的杰出年轻科學研究人员的研究；加强大学间项目间的合作；加强德国大学和国际学术机构、大学的合作研究。卓越计划的资助有三个层面：未来畅想（Zukunftskonzepte）、卓越研究集群（Exzellenzcluster）、卓越研究生院（Graduiertenschule）。

## 申请
自2006年起的首轮申请，先后有两批次九所德国大学入选卓越大学，其资助年限为2007-2012。
在第二轮卓越计划的评选于2011年开始，其资助期限为2012-2017，总资助额为27亿欧元。2010年开始提交申请，通过第一轮评价，2011年9月共确定143项申请进行最终竞争，其中包括63项卓越研究生院（Graduiertenschule）申请计划，64项卓越研究集群（Exzellenzcluster）申请计划，16项未来畅想（Zukunftskonzepte）申请计划。2012年6月15日揭晓最终结果，新增五所卓越大学，之前入选的九所卓越大学中有三所被淘汰，被剥夺了卓越大学的称号，最终总计11所大学重新被选为卓越大学。45项卓越研究生院（Graduiertenschule）得到资助，43项卓越研究集群（Exzellenzcluster）得到资助。

## 卓越大学
入选未来畅想（Zukunftskonzepte）的大学一般被称作卓越大学（Exzellenzuniversitäten），在2006年、2007年、2012年、2019年进行过几轮评选。卓越大学的称号不是终身制的，大致上5-7年即重新评选一次，2019年-2026年间有13所大学拥有此头衔（其中包括号称“柏林大学联盟”共同合作申请的三所大学）。

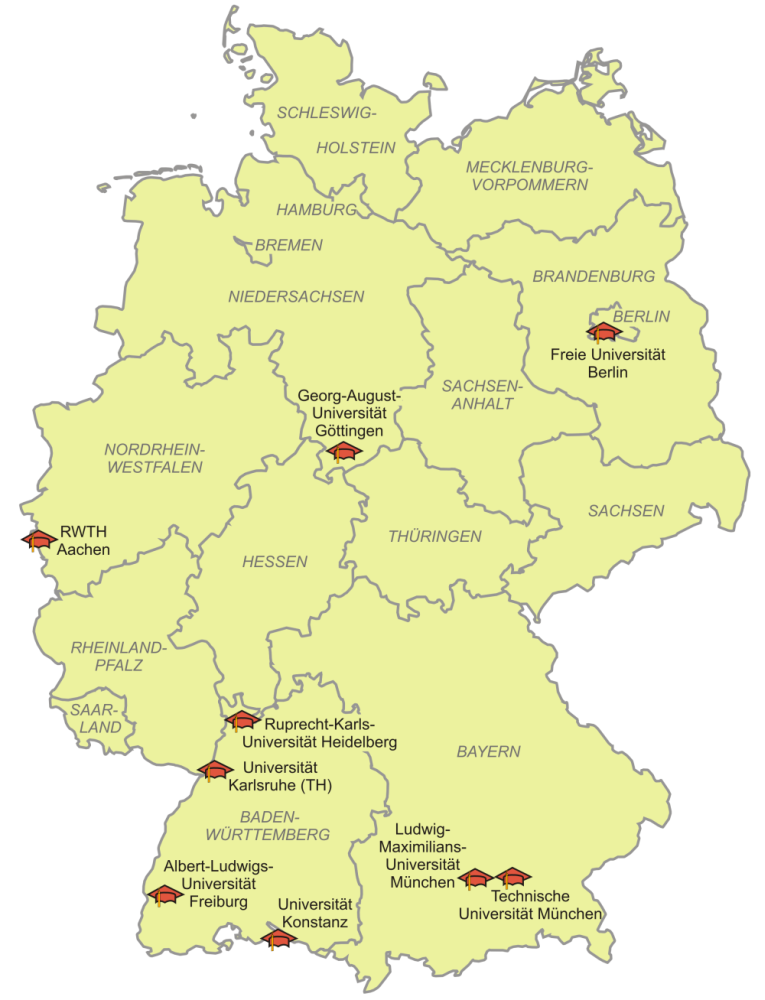
第一轮九所德国大学"卓越大学"

### 现存卓越大学
首轮
- 慕尼黑大学：2006年入选（首轮第一批入选）
- 慕尼黑工业大学：2006年入选（首轮第一批入选）
- 卡尔斯鲁厄理工学院：2006年入选（首轮第一批入选），2012年（第二轮）被淘汰，2019年入选（第三轮入选）。
- 亚琛工业大学：2007年入选（首轮第二批入选）
- 柏林自由大学：2007年入选（首轮第二批入选）
- 海德堡大学：2007年入选（首轮第二批入选）
- 康斯坦茨大学：2007年入选（首轮第二批入选）

第二轮
- 柏林洪堡大学: 2012年入选（第二轮入选）
- 图宾根大学: 2012年入选（第二轮入选）
- 德累斯顿工业大学: 2012年入选（第二轮入选）

第三轮
- 波恩大学：2019年入选（第三轮入选）
- 柏林工业大学：2019年入选（第三轮入选）
- 汉堡大学：2019年入选（第三轮入选）

### 被淘汰卓越大学
- 弗莱堡大学：2007年入选（首轮第二批入选），2012年（第二轮）被淘汰。
- 哥廷根大学：2007年入选（首轮第二批入选），2012年（第二轮）被淘汰。
- 不来梅大学：2012年入选（第二轮入选），2019年（第三轮）被淘汰。
- 科隆大学：2012年入选（第二轮入选），2019年（第三轮）被淘汰。